# Campeonato Mundial de Esgrima de 1961
O Campeonato Mundial de Esgrima de 1961 foi a 30ª edição do torneio organizado pela Federação Internacional de Esgrima (FIE). O evento foi realizado em Turim, Itália. 

## Resultados
Os resultados foram os seguintes. 
Masculino
| Evento             | Ouro | Prata | Bronze |
| Espada individual  | França · Jack Guittet                                                                                                   | Suécia · Hans Lagerwall                                                                                        | Hungria · Tamás Gábor                                                                                               |
| Espada por equipe  | União Soviética · Arnold Chernushevich · Valentin Chernikov · Bruno Jabarov · Guram Kostava · Dmitri Liulin             | França · Philippe Schraag · Yves Dreyfus · Jacques Guittet · Armand Mouyal · Gérard Lefranc · Claude Bourquard | Suécia · Göran Abrahamsson · Ivar Genesjö · Hans Lagerwall · Orvar Lindwall · Berndt-Otto Rehbinder · Axel Wahlberg |
| Florete individual | Polónia · Ryszard Parulski                                                                                              | Hungria · Jenő Kamuti                                                                                          | União Soviética · Mark Midler                                                                                       |
| Florete por equipe | União Soviética · Mark Midler · Yuri Rudov · Alexandr Sheveliov · Yuri Sisikin · Guerman Sveshnikov · Viktor Zhdanovich | Hungria · Ferenc Czvikovszky · Jenő Kamuti · László Kamuti · Kazmer Pacsery · Sándor Szabó · József Gyuricza   | Polónia · Ryszard Parulski · Egon Franke · Witold Woyda · Zbigniew Skrudlik · Janusz Różycki · Henryk Nielaba       |
| Sabre individual   | União Soviética · Yakov Rylsky                                                                                          | Polónia · Emil Ochyra                                                                                          | Polónia · Wojciech Zabłocki                                                                                         |
| Sabre por equipe   | Polónia · Jerzy Pawłowski · Wojciech Zabłocki · Emil Ochyra · Ryszard Zub · Franciszek Sobczak · Jerzy Wandzioch        | União Soviética · Umiar Mavlijanov · Nugzar Asatiani · Yevgueni Cherepovski · Yakov Rylski · Valeri Shchitny   | Hungria · Tamás Mendelényi · Péter Bakonyi · Gábor Delneky · Zoltán Horváth · Rudolf Kárpáti · Miklós Meszéna       |

Feminino
| Evento             | Ouro | Prata | Bronze                                                                                        |
| Florete individual | Alemanha Ocidental · Heidi Schmid | União Soviética · Alexandra Zabelina                                                                        | União Soviética · Valentina Rastvorova                                                        |
| Florete por equipe | União Soviética · Galina Gorojova · Diana Nikanchikova · Tatiana Liubetskaya · Valentina Prudskova · Valentina Rastvorova · Alexandra Zabelina | Hungria · Katalin Juhász · Ildikó Rejtő · Magdolna Nyári-Kovács · Lídia Sákovics · Judit Ágoston-Mendelényi | Roménia · Ana Ene-Derșidan · Olga Szabó · Ecaterina Orb-Lazăr · Maria Vicol · Geta Sachelarie |

## Quadro de medalhas
| Ordem | País               | Medalha de ouro | Medalha de prata | Medalha de bronze |    |
| ----- | ------------------ | --------------- | ---------------- | ----------------- | -- |
| 1     | União Soviética    | 4               | 2                | 2                 | 8  |
| 2     | Polónia            | 2               | 1                | 2                 | 5  |
| 3     | França             | 1               | 1                |                   | 2  |
| 4     | Alemanha Ocidental | 1               |                  |                   | 2  |
| 5     | Hungria            |                 | 3                | 2                 | 5  |
| 6     | Suécia             |                 | 1                | 1                 | 2  |
| 7     | Roménia            |                 |                  | 1                 | 1  |
| TOTAL | TOTAL              | 8               | 8                | 8                 | 24 |